# Медикэр

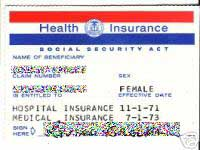
Карточка Medicare

«Медикэр» (англ. Medicare) — это национальная программа медицинского страхования в США для лиц от 65 лет и старше. Некоторые лица моложе 65 лет, например инвалиды, лица, страдающие постоянной почечной недостаточностью или амиотрофическим боковым склерозом (болезнью Шарко), также могут участвовать в программе Медикэр. Программа помогает оплачивать медицинское обслуживание, но она покрывает не все медицинские расходы и не все расходы на длительный уход за больными.
Программа Медикэр финансируется за счёт части налога с заработной платы, взимаемого как с работников, так и с работодателей. Она также частично финансируется ежемесячными взносами, вычитаемыми из выплат пособия Социального обеспечения.

## Описание
Поскольку частное медицинское страхование не решает проблем доступности лечения для многих групп населения США, государство было вынуждено пойти на расширение своего участия в финансировании здравоохранения. С этой целью в 1965 году были учреждены национальные программы медицинского страхования «Медикер» и «Медикейд».
«Медикэр» создан с целью работы с гражданами пенсионного возраста, которые хотят решить проблемы со здоровьем. Программа полностью существует на средства, отчисляемые с налога на прибыль корпораций, прогрессивного подоходного налога и налога с фонда заработной платы. За счёт существования этой системы больницы повсеместно получают часть своего дохода, примерно до половины бюджета этих учреждений составляют поступления из программы Медикэр.
В Медикэр несколько иное направление услуг, что связано с тем, что программа обслуживает пожилых американцев и решает их проблемы со здоровьем. Так, наиболее часто программой пользуются для того, чтобы получить какие-то профилактические услуги, пройти стационарное лечение или иметь возможность вызывать доктора на дом для совершения каких-то терапевтических процедур. Так же по этой линии поддержки населения можно пройти диагностическое обследование, либо непродолжительный период времени провести в доме для престарелых людей. К сожалению, программа не предусматривает длительную госпитализацию и совершенно не рассчитана на пенсионеров-инвалидов, которым необходимы лекарства или медицинское оборудование. Но для этой категории граждан существуют другие программы, поддерживаемые за счёт благотворительности.
Сейчас программа переживает трудности, которые связаны с глобально проявившим себя старением населения, когда доля людей пенсионного возраста значительно увеличивается (стареют дети Беби-бума), а количество трудоспособного населения сокращается. Однако программу из-за этого не сворачивают. Государство старается сократить расходы на медицину, поддерживая внедрение в систему здравоохранения современных достижений технологии и проводя реформы.

## Части программы
В состав программы «Медикэр» входят:
- Часть «А» (услуги в больнице),
- Часть «B» (дополнительное медицинское обслуживание),
- Часть «C» (расширенные планы обслуживания по программе «Медикэр», такие как HMO и PPO),
- Часть «D» (оплата лекарств по программе «Медикэр»).

### Часть А (страхование госпитализации)
Помогает оплачивать услуги госпитализированным пациентам в больнице или в учреждении квалифицированного медсестринского ухода (после выписки из больницы). Часть A также оплачивает некоторые медицинские услуги на дому и услуги хосписа.
Право на страхование Медикэр часть A имеют лица в возрасте 65 лет или старше, которые являются гражданами или законными постоянными жителями США.
Вы имеете право бесплатно пользоваться программой Части А, если:
- вы получаете или имеете право получать пособие Social Security
- вы получаете или имеете право получать пенсию железнодорожника
- ваши муж или жена (живые или умершие, включая разведённых) получают или имеют право получать пенсию Social Security или пенсию железнодорожника
- вы или ваши муж либо жена достаточно долго проработали на государственной работе, причем из их зарплаты изымался налог на Medicare
- вы являетесь родителем-иждивенцем умерших сына или дочери, которые имели право на пособие Social Security на основе трудового стажа

Если вам еще не исполнилось 65 лет, вы имеете право на бесплатное страхование Части А, если:
- вы имели право получать пособие Social Security по инвалидности в течение 24 месяцев
- вы получаете пенсию по инвалидности от Совета по пенсионному обеспечению железнодорожников
- вы получаете пособие по инвалидности в связи с заболеванием боковым амиотрофическим склерозом (болезнь Лу Герига)
- вы достаточно долго работали на государственной работе, где удерживали налоги на Medicare, и имели право получать пособие Social Security по инвалидности в течение 24 месяцев
- вы дочь или сын вдовы (вдовца), включая разведённых, супруг(а) которых достаточно долго работал(а) на государственной работе, где изымались налоги на Medicare, и имел(а) право получать пособие Social Security по инвалидности в течение 24 месяцев
- вы страдаете необратимой почечной недостаточностью и нуждаетесь в длительном диализе или пересадке почки

### Часть B (страхование медицинских услуг)
Все лица, которые имеют право на бесплатное больничное страхование от Медикэр (Часть А), могут получить медицинское страхование (Часть В), оплатив ежемесячный взнос.
Часть B помогает оплачивать услуги врачей и других специалистов, амбулаторное лечение, медицинские услуги на дому, медицинское оборудование длительного пользования и некоторые профилактические услуги.
Если вы не имеете права на бесплатное страхование Части A, вы можете покупать только Часть В, при условии что вам 65 или более лет и вы:
- имеете гражданство США
- живете в США на законном основании и уже прожили в США не менее 5 лет.

Регистрация на Часть B проводится только в установленные сроки. Если вы не зарегистрируетесь на Часть B, когда впервые получаете на это право, возможно, вам придется платить штраф за позднюю регистрацию в течение всего периода, пока у вас будет Часть B.

### Часть C (Medicare Advantage)
Если вы пользуетесь льготами Части A и Части B, которые оплачивает федеральное правительство, то ваше покрытие называется «Original Medicare». Если ваши льготы предоставляет организация Medicare Advantage или другая, утвержденная программой Medicare частная компания, то ваше покрытие называется «Medicare Advantage». Многие планы Medicare Advantage предоставляют дополнительные услуги и могут сократить ваши медицинские расходы. Если у вас есть Часть А и Часть В, вы можете участвовать в плане медицинского страхования Medicare Advantage. С таким планом вам не понадобится дополнительное страхование Medigap, поскольку планы Medicare Advantage предоставляют такие же льготы, как дополнительное страхование Medigap. Это включает, к примеру, оплату дополнительных дней госпитализации после того, как вы использовали дни, оплачиваемые программой Medicare.
Планы Medicare Advantage бывают следующих видов:
- планы координируемого медицинского обслуживания
- планы, использующие контрактные медучреждения и врачей
- частные планы (fee-for-service)
- специализированные планы.

Если вы зарегистрируетесь в план Medicare Advantage, то при получении медицинских услуг вы будете показывать карточку медицинского страхования Medicare Advantage, которую вам пришлет ваш план. Вам, возможно, придется платить страховой взнос за план Medicare Advantage, поскольку Medicare Advantage предоставляет дополнительные льготы.

### Часть D (лекарственное страхование Медикэр)
Любой человек, у которого есть Часть A или Часть B имеет право на Часть D (лекарственное страхование). Льготы Части D можно оформить отдельным планом, либо они являются составной частью плана Medicare Advantage. И тот, и другой план предоставляют аналогичные льготы на лекарства. Лекарственное страхование Части D является добровольным и предусматривает дополнительные ежемесячные взносы. Для некоторых лиц с высоким доходом установлены повышенные страховые взносы за Часть D.

## Налог Medicare с заработной платы

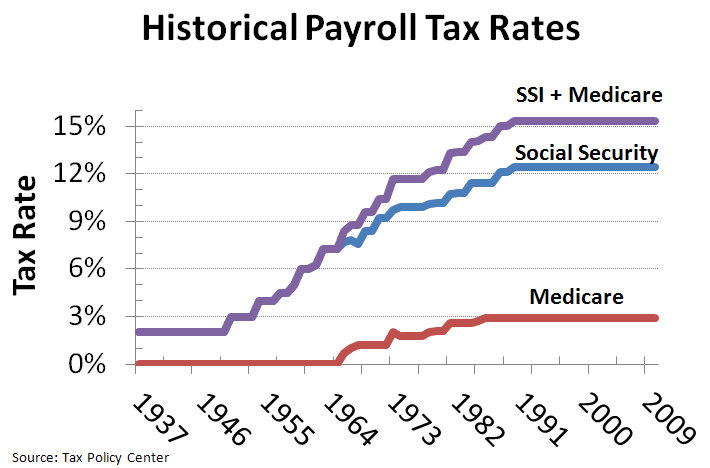
Ставки налога на заработную плату в США росли с уровня в 2 % с 1937 года до более чем 15 % с 1990-х годов. С 1966 года в налог также включены отчисления Medicare.

С 1966 года со всей заработной платы в США удерживается налог по программе Medicare. Ставка налога Medicare составляет 2,9 % с 1986 года, общая ставка налога с зарплаты — 15,3 %.

## Государственные расходы
Вашингтон уже некоторое время борется с проблемами дефицита бюджета и огромного госдолга. В краткосрочной перспективе эти проблемы можно решить традиционными, но не всегда приятными средствами — путем увеличения налогов, повышения возраста для получения медицинской страховки и социальных пособий, а также введением правовых норм для уменьшения платы за услуги врачей. Однако в долгосрочной перспективе очевидного решения нет. Потому что основной фактор роста дефицита бюджета и увеличения заимствований — это постоянно растущие затраты на здравоохранение, которые лежат на федеральном правительстве из-за программ медицинского страхования «Медикэр» и «Медикэйд». Эти расходы повышаются, потому что население стареет, а новейшие медицинские разработки стоят дорого. Федеральное правительство тратит триллионы долларов в год, чего власти не могут себе позволить.
Вариант решения проблемы существует, хотя и кажется сейчас противоречащим здравому смыслу. Однако многие схемы, когда-то казавшиеся утопическими, сегодня стали частью политического устройства. Решение, которое может стать важнейшим средством сокращения расходов на здравоохранение, включая «Медикэр», — это увеличение продолжительности жизни и освобождение человечества от недугов, связанных с возрастом, — рака, сердечно-сосудистых заболеваний, диабета и болезни Альцгеймера, то есть продление полноценной жизни. Подобные изменения не только станут ключевым фактором поддержания финансовой жизнеспособности Америки, но и скажутся на распределении мировой власти и системы международных отношений. Они оживят некоторые экономики и повлияют на иммиграционную политику ряда стран.